# 부산광역시화명수목원관리사업소
부산광역시화명수목원관리사업소(釜山廣域市華明樹木園管理事業所)는 수목유전자원의 보전과 자원화 촉진 및 수목전시를 통한 생태체험교육장으로의 기능 등을 수행하는 부산광역시청의 사업소이다. 소장은 지방행정사무관 또는 지방녹지사무관으로 보한다.

## 설치 근거 및 소관 사무

### 설치 근거
- 「부산광역시 행정기구 설치 조례」 제50조제1항[2]

### 소관 사무
- 수목유전자원의 보전 및 자원화 촉진에 관한 사항
- 수목 시험연구·개발 및 증식에 관한 사항
- 약용식물, 희귀식물, 멸종위기 수목 등 종 확보에 관한 사항
- 수목에 대한 생태체험교육 및 전시 등 다양한 프로그램 운영
- 국내외 수목원 네트워크 및 교류에 관한 사항 등

## 연혁
- 2010년 4월 28일: 부산광역시화명수목원관리사업소 설치.[3]